# Драгутин Митич
Драгутин Митич (16 вересня 1917 — 27 серпня 1986) — колишній хорватський тенісист.
Найвищою одиночною позицією світового рейтингу для нього було 5 місце (за даними часопису The Star).
Перемагав на турнірах Великого шолома в змішаному парному розряді.

## Фінали турнірів Великого шолома

### Мікст: 1 (1 перемога)
| Результат | Рік  | Турнір            | Партнер      | Суперники                        | Рахунок       |
| --------- | ---- | ----------------- | ------------ | -------------------------------- | ------------- |
| Перемога  | 1938 | Чемпіонат Франції | Сімонн Матьє | Ненсі Вінн-Болтон Крістіан Буссю | 2–6, 6–3, 6–4 |